# کومبورا
کومبورا (به انگلیسی: Cumborah) یک شهرک در استرالیا است که در نیو ساوت ولز واقع شده‌است.